# Bardaï
Bardaï – niewielka osada w północnym Czadzie, ośrodek administracyjny regionu Tibesti oraz departamentu Tibesti Est. Osada znajduje się w oazie na Saharze. Ponieważ jest to jedno z największych osiedli w północnej części strefy Aozou, stacjonuje tu garnizon wojskowy, liczący ok. 2000 żołnierzy.
W mieście działa lotnisko.
Osada dostała się na łamy gazet, gdy 20 kwietnia 1974 r. grupa rebeliantów, prowadzona przez Hissène’a Habrégo, późniejszego prezydenta Czadu, zaatakowała Bardaï, biorąc zakładników. Wśród uwięzionych była francuska archeolog Françoise Claustre, niemiecki lekarz Christophe Staewen oraz Marc Combe, asystent Pierre’a Claustre'a, francuskiego polityka oraz męża Françoise. Staewen został uwolniony 11 czerwca 1974 r. po zapłaceniu przez rząd niemiecki okupu, Marc Combe uciekł w 1975, natomiast rokowania dotyczące uwolnienia Françoise Claustre trwały najdłużej. W efekcie francuska archeolog odzyskała wolność dopiero 1 lutego 1977 r.